# 1766 az irodalomban
Az 1766. év az irodalomban.

## Megjelent új művek

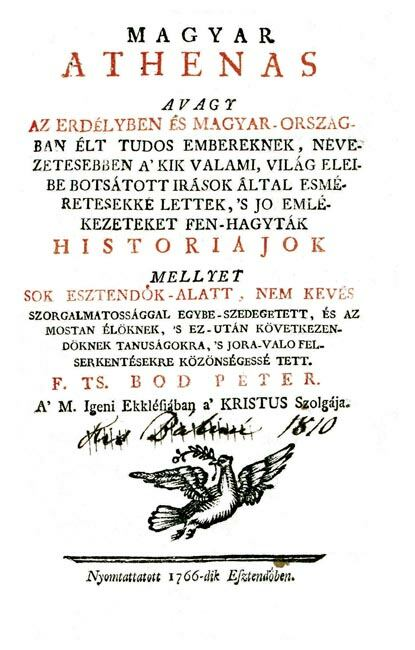
Bód Péter: Magyar Athenas

- Oliver Goldsmith regénye: A wakefieldi lelkész (The Vicar of Wakefield) című regénye.
- Tobias Smollett: Travels through France and Italy (útinapló).
- Christoph Martin Wieland Geschichte des Agathon (Agathon története) című fejlődésregényének első kötete (a második kötet a következő évben jelent meg).
- Bod Péter írói életrajzokat tartalmazó gyűjteménye: Magyar Athenas, az első magyar nyelvű irodalomtörténeti könyv.
- Lessing esztétikai értekezése: Laokoon oder über die Grenze der Malerei und der Poesie (Laokoón vagy a festészet és a költészet határairól).
- Denis Diderot: Essais sur la peinture (Értekezések a festőművészetről).

## Születések

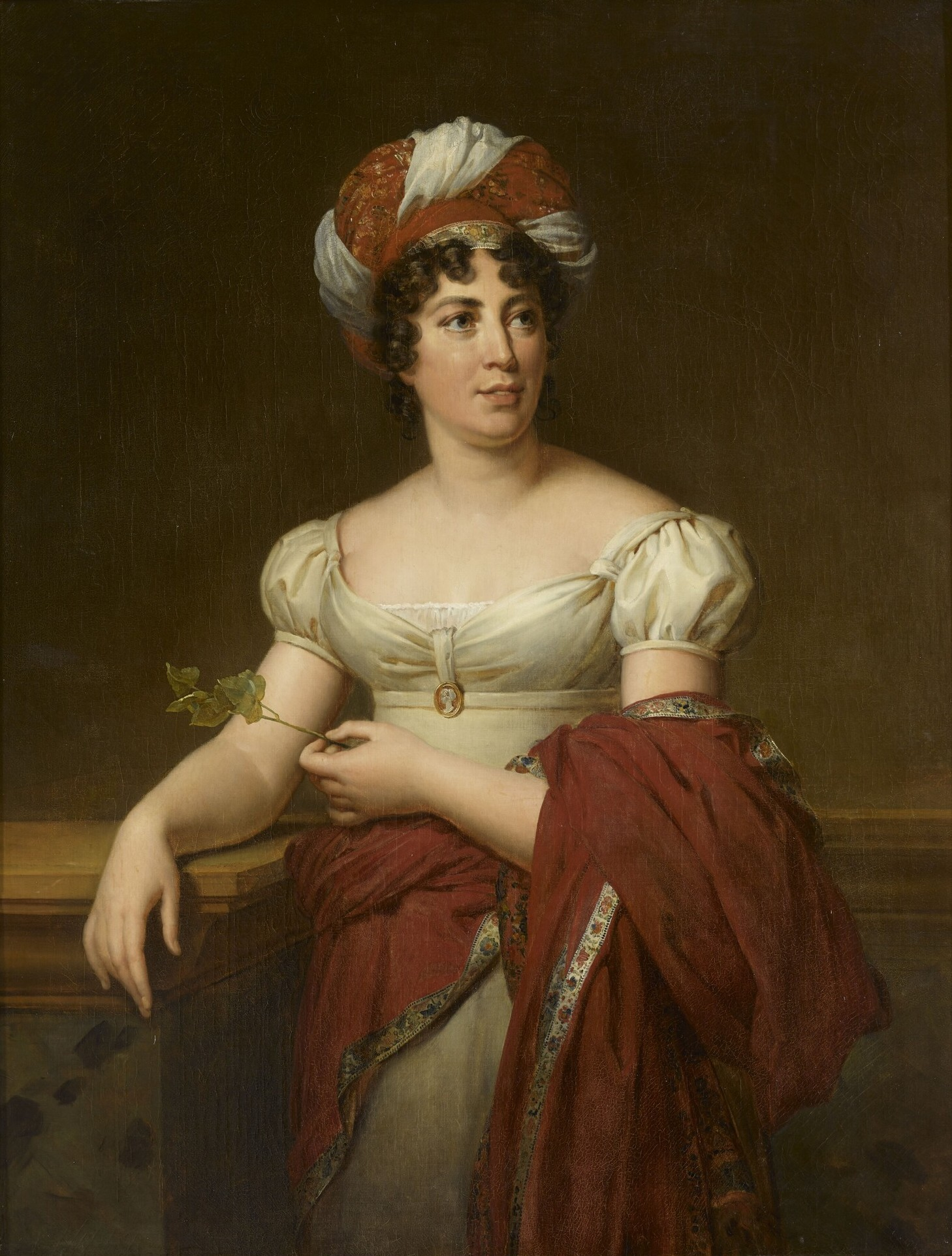
Madame de Staël

- január 1. – Antoine-Vincent Arnault francia költő, drámaíró, a Francia Akadémia tagja († 1834)
- január 6. – Fazekas Mihály magyar költő, botanikus († 1828)
- március 24. – Baumberg Gabriella osztrák költőnő († 1839)
- április 22. – Madame de Staël, korának egyik leghíresebb francia írónője († 1817)
- december 12. – Nyikolaj Mihajlovics Karamzin orosz író, költő, publicista, történetíró; az orosz irodalomban a szentimentalizmus fő képviselője († 1826)

## Halálozások
- november 3. – Thomas Abbt német matematikus, filozófus és író (* 1738)
- december 12. – Johann Christoph Gottsched német író, drámaíró, irodalomtörténész (* 1700)